# Stephen Warmolts
Stephen Warmolts (Emmen, 10 april 1994) is een Nederlands voetballer die bij voorkeur als verdediger speelt. In de zomer van 2018 maakte hij de overstap van Helmond Sport naar FC Emmen. Eerder kwam hij uit voor sc Heerenveen. Vanaf de zomer van 2019 speelt hij voor HHC Hardenberg.

## Carrièrestatistieken
| Seizoen                    | Club            | Land            | Competitie      | Competitie | Competitie | Beker | Beker | Internationaal | Internationaal | Overig | Overig | Totaal | Totaal |
| Seizoen                    | Club            | Land            | Competitie      | Wed.       | Dlp.       | Wed.  | Dlp.  | Wed.           | Dlp.           | Wed.   | Dlp.   | Wed.   | Dlp.   |
| -------------------------- | --------------- | --------------- | --------------- | ---------- | ---------- | ----- | ----- | -------------- | -------------- | ------ | ------ | ------ | ------ |
| 2015/16                    | sc Heerenveen   | Nederland       | Eredivisie      | 0          | 0          | 0     | 0     | 0              | 0              | 0      | 0      | 0      | 0      |
| 2015/16                    | → Helmond Sport | Nederland       | Eerste divisie  | 30         | 1          | 2     | 0     | 0              | 0              | 0      | 0      | 32     | 1      |
| 2016/17                    | Helmond Sport   | Nederland       | Eerste divisie  | 34         | 0          | 1     | 0     | 0              | 0              | 4      | 0      | 39     | 0      |
| 2017/18                    | Helmond Sport   | Nederland       | Eerste divisie  | 34         | 0          | 1     | 0     | 0              | 0              | 0      | 0      | 35     | 0      |
| 2018/19                    | FC Emmen        | Nederland       | Eredivisie      | 0          | 0          | 0     | 0     | 0              | 0              | 0      | 0      | 0      | 0      |
| 2019/20                    | HHC Hardenberg  | Nederland       | Tweede divisie  | 0          | 0          | 0     | 0     | 0              | 0              | 0      | 0      | 0      | 0      |
| Carrière totaal            | Carrière totaal | Carrière totaal | Carrière totaal | 98         | 1          | 4     | 0     | 0              | 0              | 4      | 0      | 106    | 1      |
| Bijgewerkt t/m 1 juni 2019 |                 |                 |                 |            |            |       |       |                |                |        |        |        |        |